# Nada como um Dia após o Outro Dia
Nada Como Um Dia Após o Outro Dia é o terceiro álbum de estúdio do grupo brasileiro de rap Racionais MC's, lançado em 27 de outubro de 2002 pela Cosa Nostra.

## Descrição
Depois do grande sucesso de Sobrevivendo no Inferno (1997), os Racionais MC's lançaram o álbum duplo Nada Como um Dia Após o Outro Dia. Assim como seu disco antecessor, foi elogiado pela crítica, como mais um álbum que reafirmava o grupo paulistano de rap, não apenas para o hip hop alternativo, mas para a música popular brasileira em geral.
O LP foi eleito em uma lista da versão brasileira da revista Rolling Stone como o 88° melhor disco brasileiro de todos os tempos.

## Faixas
- Todas as canções são de autoria dos Racionais MC's

### CD 1
| Nº | Título                     | Compositor(es)        | Base(s)                                       | Sample(s)                                                                                          | Duração |
| -- | -------------------------- | --------------------- | --------------------------------------------- | -------------------------------------------------------------------------------------------------- | ------- |
| 1  | Sou + Você                 | Mano Brown            | Mano Brown                                    | "Uma Lágrima" (Cassiano)                                                                           | 1:49    |
| 2  | Vivão e Vivendo            | Mano Brown            | Mano Brown e KL Jay                           | "Birdie" (The Brides of Funkenstein)                                                               | 1:59    |
| 3  | Vida Loka (Intro)          | Mano Brown            | Mano Brown                                    | Nenhum                                                                                             | 0:25    |
| 4  | Vida Loka I                | Mano Brown            | Mano Brown                                    | "Soon I'll Be Loving You Again" (Marvin Gaye) "You Are My Love" (Liverpool Express)                | 5:04    |
| 5  | Negro Drama                | Edi Rock e Mano Brown | Daniel Ganjaman, Zegon, Mano Brown e Ice Blue | "Ain't No Superman" (Jake the Flake) "My First Night Alone Without You" (Dionne Warwick)           | 6:53    |
| 6  | A Vítima                   | Edi Rock              | Daniel Ganjaman, Zegon e Edi Rock             | Nenhum                                                                                             | 7:29    |
| 7  | Na Fé Firmão               | Edi Rock              | Daniel Ganjaman, Zegon e Edi Rock             | "De Preto Pra Preto" (Tribunal Popular) "Oitavo Anjo" (509-E) "Sbcalux" (B.A.D e Tribunal Popular) | 6:28    |
| 8  | 12 de Outubro              | Mano Brown            | Mano Brown                                    | Nenhum                                                                                             | 3:32    |
| 9  | Eu Sou 157                 | Mano Brown            | Mano Brown e KL Jay                           | "Orai por nós" (Almir Guineto) "Georgia On My Mind" (Ray Charles)                                  | 8:51    |
| 10 | A Vida é Desafio           | Edi Rock              | Edi Rock                                      | "Santiago" (Aurio Corrá)                                                                           | 7:14    |
| 11 | 1 Por Amor, 2 Por Dinheiro | Mano Brown            | Mano Brown                                    | Nenhum                                                                                             | 7:00    |

### CD 2
| Nº | Título                 | Compositor(es)        | Base(s)               | Sample(s) | Duração |
| -- | ---------------------- | --------------------- | --------------------- | --- | ------- |
| 1  | De Volta à Cena        | Edi Rock              | Edi Rock              | "Simply Beautiful" (Al Green) | 2:03    |
| 2  | Otus 500               | Edi Rock              | Edi Rock e KL Jay     | "Racistas Otários" (Racionais MC's) "Voz Ativa" (Racionais MC's) "Legítima Defesa" (Tribunal Popular) "Carta à Sociedade" (509-E) | 2:12    |
| 3  | Crime Vai e Vem        | Edi Rock              | Edi Rock              | Nenhum | 7:57    |
| 4  | Jesus Chorou           | Mano Brown            | Mano Brown e KL Jay   | "Free at Last" (Al Green) "Stranger In Paradise" (Isaac Hayes)                                                                    | 7:52    |
| 5  | Fone (Intro)           | Ice Blue              | Edi Rock              | "That Is Why You're Overweight" (Eddie Harris)                                                                                    | 1:57    |
| 6  | Estilo Cachorro        | Mano Brown e Edi Rock | Edi Rock e Mano Brown | "Am I Black Enough for You" (Billy Paul)                                                                                          | 6:23    |
| 7  | Vida Loka II           | Mano Brown            | Mano Brown            | "Theme from Kiss of Blood" (Ray Davies Orchestra) "Programado pra Morrer" (Trilha Sonora do Gueto)                                | 5:52    |
| 8  | Expresso da Meia-Noite | Edi Rock              | Edi Rock              | "Pânico Na Zona Sul" (Racionais MC's)                                                                                             | 5:52    |
| 9  | Trutas e Quebradas     | Racionais MC's        | Mano Brown e KL Jay   | "Minnie's Lament" (Minnie Riperton) "Soon I'll Be Loving You Again (Marvin Gaye)                                                  | 6:19    |
| 10 | Da Ponte Pra Cá        | Mano Brown            | Mano Brown e Ice Blue | "Onda" (Cassiano) "CussWords" (Too Short)                                                                                         | 8:48    |

## Formação
- Mano Brown
- Ice Blue
- Edi Rock
- KL Jay

## Créditos
- Racionais MC's - produção (todas as faixas)
- Daniel Ganjaman - co-produção (faixa 3-1, faixa 9-1, faixa 11-1, faixa 6-2, faixa 8-2, faixa 10-2), piano moog (faixa 11-1, faixa 6-2) e baixo (faixa 4-2)
- Zé Gonzales - co-produção (faixa 3-1, faixa 9-1, faixa 11-1, faixa 6-2, faixa 8-2, faixa 10-2)
- Silvera - violão (faixa 8-1, faixa 7-2) e teclado (faixa 11-1)
- Jacksom - baixo (faixa 9-1)
- DJ Will - co-produção (faixa 2-2)

## Prêmios
| Ano  | Prêmio               | Categoria                               | Resultado   | Ref   |
| ---- | -------------------- | --------------------------------------- | ----------- | ----- |
| 2002 | Prêmio Hutúz         | Álbum do Ano                            | Venceu      | [ 2 ] |
| 2007 | Rolling Stone Brasil | 100 maiores discos da música brasileira | 88a posição | [ 1 ] |
| 2009 | Prêmio Hutúz         | Melhores Álbuns da Década               | Venceu      | [ 3 ] |